# Серебряков, Михаил Васильевич
Михаи́л Васи́льевич Серебряко́в (4 сентября 1879, Тростянец, Ахтырский уезд, Харьковская губерния, Российская империя — 12 июня 1959, Ленинград, СССР) — российский и советский историк и философ. Доктор исторических наук, профессор. Ректор Ленинградского университета в 1927—1930 годах. Заслуженный  деятель науки РСФСР (1947).

## Биография
Родился в Харьковской губернии в семье инженера-технолога сахарного завода.
В 1899 году сдал экстерном экзамены на аттестат зрелости и поступил на юридический факультет Харьковского университета. За участие в революционном движении исключён из университета и арестован. После освобождения вновь включается в революционное движение, в 1903 году выслан в Сибирь на 2 года. Из ссылки бежал и в 1904 году выехал в Германию, откуда, воспользовавшись революционной ситуацией, в 1906 году вернулся в Санкт-Петербург и поступил на юридический факультет Петербургского университета. Одновременно с учёбой в университете Серебряков продолжал революционную деятельность — был членом Петербургского комитета РСДРП(б), организатором профсоюзов ремесленников и кустарей, впоследствии — депутатом Петроградского совета от профсоюза приказчиков. В 1911 году окончил Петербургский университет (дипломная работа — «Значение каст и различных отраслей труда в Индии по законам Ману», научный руководитель — профессор М. И. Туган-Барановский), после чего в 1911—1916 годах служил в Главном управлении Общества взаимного кредита в Царском Селе.
После Октябрьской революции 1917 года М. В. Серебряков служил заведующим юридическим отделом Петрокомпрода, занимался обеспечением Петрограда продовольствием. С 1919 года служил в политотделе Балтийского флота, руководил флотской партийной школой, читал лекции, в 1919—1921 годах был ответственным редактором газеты «Красный Балтийский флот» и журнала «Красный балтиец», в 1922 году под редакцией Серебрякова вышел № 1 журнала «Красный флот». Параллельно с этим в 1919 году М. В. Серебряков стал одним основателей Научного общества марксистов, с 1920 по 1930 годы — руководителем этого общества и редактором «Записок Научного общества марксистов».
С 1921 года М. В. Серебряков — профессор Петроградского университета, входил в бюро группы левой профессуры (с 1922), проректор (1922), одновременно возглавлял факультеты общественных наук (1923), права (1925), в 1927—1930 годах — ректор университета.
В 1925—1930 годах — член Правления РНБ.
В 1930—1935 годах М. В. Серебряков был ректором Академии искусствоведения, в 1935—1937 — профессором в этой академии, в 1937—1940 годах — профессором Всероссийской академии художеств, в 1940 — директором Института экономики, философии и права АН СССР, в 1941—1947 — деканом философского факультета ЛГУ. В 1941 году М. В. Серебряков защитил докторскую диссертацию по специальности «история» на тему «Фридрих Энгельс в молодости, история его умственного развития».
Первую блокадную зиму М. В. Серебряков провёл в Ленинграде. После эвакуации с университетом в Саратов организовал кафедру философии в Саратовском университете. В послевоенные годы продолжал преподавать в ленинградских вузах, до своей смерти занимал должность заведующего кафедрой истории философии в ЛГУ.
Умер в 1959 году, похоронен на Литераторских мостках Волковского кладбища.

## Награды
- Орден Ленина (18.11.1954) — «в связи с 75-летием со дня рождения и 50-летием общественно-политической деятельности и отмечая его активное участие в революционном движении»
- орден Трудового Красного Знамени (21.02.1944);

Могила Серебрякова на Литераторских мостках в Санкт-Петербурге.

- медали.

## Публикации
- Новое о Вильгельме Вейтлинге //Книга и революция. 1921. № 7;
- Фридрих Энгельс и литература // Книга и революция. 1921. № 10-11;
- Макс Штирнер перед судом наших современников // Записки научного общества марксистов. 1922. № 4;
- Фридрих Энгельс и младогегельянцы // Записки научного общества марксистов. 1922. № 4;
- Основные проблемы исторического материализма // Записки научного общества марксистов. 1927. № 8 (2), 1928. № 1(9), 2(10);
- Зомбарт и социологи // Известия ЛГУ. 1928. Т.1;
- Поэт Гервег и Маркс. Л., 1949;
- Из истории борьбы Маркса и Энгельса против мелкобуржуазных течений в 40-х гг. XIX века // Уч. зап. ЛГУ. № 168. Вып.5. Философия. 1955;
- Фридрих Энгельс в молодости. Л., 1958.